# 夏斯利韦 (罗夫诺州)
50°35′32″N 25°35′43″E / 50.59222°N 25.59528°E
夏斯利韦（烏克蘭語：Щасливе），2024年9月前名为莫斯科夫希納（烏克蘭語：Московщина），是烏克蘭的村落，位於該國西北部羅夫諾州，由杜布諾區姆利尼夫市镇負責管轄，始建於1925年，面積6.28平方公里，海拔高度241米，2023年人口20，人口密度每平方公里11.8人。
2024年9月19日，乌克兰最高拉达将此村的名字改为夏斯利韦。